# せんのいのり
せんの いのり（Sennno Inori）は、日本のバーチャルYouTuber。

## 概要
2018年（平成30年）6月29日にデビュー。
東北を盛り上げるため地方創生Vtuber（ご当地Vtuber）として、福島県福島市を拠点に福島及び東北地方の観光地やグルメを幅広くTwitterやInstagram、YouTubeで発信する活動を行っている。
プロジェクトの目標は東北観光親善大使になること。目的は東北のポップアイコンとして5年遅いと揶揄される東北の時計の針を加速させること。
2019年（平成31年）3月14日より、東北の観光資源を紹介する「いの散歩」をYouTubeでライブ配信をしている。
2019年（令和元年）5月24日には、せんのいのりの権利所有者の株式会社みらいとから、有償譲渡合意書を交わし全プロジェクトメンバー脱退、プロジェクトの独立を発表。5月31日に、CAMPFIREでクラウドファンディングを行い、目標金額を遥かに超える支援でプロジェクトを成功させ、法人格を取得。
FUKUSHIMA IBUSHIGINとパートナーシップを締結した記念にApexLegends Vtuber限定カスタム「せんのいのり杯」を、スティールシリーズやDXRACER、福島県の企業から協賛を頂き開催した。
また、ご当地Vtuberユニット「日本烈島」のメンバーとしても活動している。
2022年（令和4年）2月28日の配信で、2021年12月よりフリーランス化していること、VTuber向けBTOパソコンブランド「faVe(フェイブ)」を株式会社ファーストローンチと共同で立ち上げたことを報告。
2022年（令和4年）7月30日にYouTubeチャンネル登録者1万人を達成。

## キャラクター
始まりの挨拶は「おはいのりん」終わりの挨拶は「おついのりん」。
特技は、ダンスと、なんでも美味しく食べられるところ。苦手な食べ物はパクチーとそら豆。趣味はアニメ鑑賞。好きな色は黄色。苦手な生き物は虫。

## 出演

### テレビ
- Vtuberスター発掘VV行こうぜ！（中京テレビ、2019年7月20日）[9]
- ミクチャTV、ぶいらぼVtuber実験バラエティ（千葉テレビ、2019年12月15日）[10]
- てぇてぇTV、キズナアイin福島（BS日テレ、2020年1月31日(前編)、2月7日(後編)）[11]

### イベント
- ナゴヤVTuberまつり（中京テレビまつり2019内、2019年6月2日）[12]
- Life Like a Live!（2020年9月22日）[13]
- わくわく！VTuberひろば おんらいんvol.3（2020年11月28日）[14]
- ナゴヤVTuber展inパルコ（名古屋パルコ 南館7F イベントスペース、2021年6月20日）[15]
- ナゴヤVTuber展アフターパーティー（Zoom、2021年7月18日）[16]
- VILLS vol.3（SPWN、2021年12月19日）[17]
- わくわく！VTuberおんらいんVol.13（2021年12月2日）[18]
- VTuber Fes Japan × おしゃべりフェス in 超会議2022（幕張メッセ ニコニコ超会議2022特設ステージ、2022年4月29日）[19]

### 雑誌
- VTuberスタイル創刊号　100人インタビュー掲載（2021年8月31日）[20]
- VTuberスタイル5月号　えのぐ「POSSIBLE」ライブレポート掲載（2022年4月28日）
- VTuberスタイル7月号　 ご当地×VTuberコーナー 掲載（2022年6月30日）

### その他
- いいね！ARAKAWAプロジェクト（2年目/2019年）[21]
- 福島ゲーミングDAY（磐梯熱海のホテル華の湯 コンベションホール華胥、2019年06月22日）[22][23]
- Vtuberハッカソン全国ツアー2019会津若松大会（福島県会津若松市白虎町217番地 ハガネレジデンス6F、2019年10月04日）[24][25]
- AOZアオウゼ地元学講演（AOZアオウゼ 多目的ホール、2020年07月26日）[26]
- 2021 明治安田生命J3リーグ　福島ユナイテッドFC対FC岐阜（いもくり佐太郎スペシャルマッチ）（とうほう・みんなのスタジアム、2021年06月06日）[27]
- G019サミットinAPPI (安比高原 まきばホール特設会場、2021年11月06日 - 07日)[28][29]
- 2022 明治安田生命J3リーグ　第24節 福島ユナイテッドFC対松本山雅FC（いもくり佐太郎スペシャルマッチ）（とうほう・みんなのスタジアム、2022年09月10日）[30]

## オフィシャルパートナー
- いもくり佐太郎/株式会社ダイオー[31]
- 株式会社アスピロンド[32]
- 株式会社ファーストローンチ/eスポーツ＆ゲーミングPC専門店「ファーストゲーミング」[33]

## パートナーシップ
- FUKUSHIMA IBUSHIGIN　パートナーシップ締結
  - Apex Legends Custom match せんのいのり杯 S1 Powerd by StellSeries（2021年01月09日）[34]
  - Apex Legends Custom match せんのいのり杯 S2 Powerd by StellSeries（2021年05月08日）[35]
  - Apex Legends Custom match せんのいのり杯 S3 Powerd by StellSeries（2021年10月15日）[36][37][38]
  - Apex Legends Custom match せんのいのり杯 S4（2022年07月16日）[39]

## アンバサダー
- 株式会社DonutsときめきVR　公式アンバサダー（2020年8月26日）[40]
- 中ノ沢温泉 磐梯 西村屋　公式アンバサダー（2020年12月20日）[41]
- いもくり佐太郎/株式会社ダイオー　公式アンバサダー（2020年12月21日）[42]

## いの散歩
| 全体               |        | 配信日   | タイトル                                                                                    | 場所                                           | 紹介内容(紹介したお店・商品など) | 県名               | 備考                         |
| 2019年             | 2019年 | 2019年   | 2019年                                                                                      | 2019年                                         | 2019年 | 2019年             | 2019年                       |
| ------------------ | ------ | -------- | ------------------------------------------------------------------------------------------- | ---------------------------------------------- | --- | ------------------ | ---------------------------- |
| 1                  | #01    | 3月14日  | ＃01 いの散歩 /福島市飯坂温泉/福島県                                                        | 福島市飯坂町                                   | 飯坂温泉カンキン書店・ラジウム温泉たまご旧堀切邸 | 福島県             |                              |
| 2                  | #02    | 3月28日  | ＃02 いの散歩/福島市まちなか路地さんぽ/福島県                                               | 福島市                                         | 稲荷神社文化通り (福島市)パセオ通り | 福島県             |                              |
| 3                  | #03    | 4月11日  | ＃03 いの散歩 /土湯温泉ぶらり温泉まちあるき/福島県                                          | 福島市土湯温泉町                               | 土湯温泉土湯温泉 観光案内所つけめんまさはるこんにゃく工房 金蒟館 | 福島県             |                              |
| 4                  | ＃04   | 5月9日   | ＃04 いの散歩/アンナガーデン/福島県                                                         | 福島市荒井                                     | アンナガーデンコーヒーサロンせいざんざくろ館アンナガーデン店みちのく福島路ビールモンジュー セントヒルズ店 | 福島県             |                              |
| 5                  | ＃05   | 6月13日  | ＃05 いの散歩/名古屋VTuberまつり振り返り                                                    | 福島市国見町耶麻郡磐梯町                       | 道の駅 あつかしの郷へたれガンダム道の駅 ばんだい | 福島県             | 未公開画像振り返り           |
| 6                  | ＃06   | 6月27日  | ＃06 いの散歩/会津若松経由喜多方ラーメン/福島県                                             | 会津若松市喜多方市                             | 赤べこ公園会津鉄道神社芦ノ牧温泉駅坂内食堂 | 福島県             | 会津若松市→喜多方市          |
| 7                  | ＃07   | 7月11日  | ＃07 いの散歩 果物王国福島フルーツライン/福島県                                             | 福島市飯坂町                                   | まるせい果樹園飯坂温泉焼肉・円盤餃子ひたち鯖湖湯旧堀切邸 | 福島県             |                              |
| 8                  | ＃08   | 7月25日  | ＃08 いの散歩 岳温泉/旧ニコニコ共和国ぶらり/福島県                                          | 二本松市                                       | 岳温泉岳温泉観光案内所佐藤物産館渡辺豆富店岳温泉神社湯の森公園岳温泉 足湯岳温泉 (有) 玉川屋 | 福島県             |                              |
| 9                  | ＃09   | 8月8日   | ＃09 いの散歩 桃パフェと桃狩り/まるせい果樹園                                               | 福島市                                         | まるせい果樹園高湯温泉ラーメン ぬま屋 | 福島県             |                              |
| 10                 | ＃10   | 8月22日  | ＃10 いの散歩 杜の都仙台/定禅寺通り/宮城県                                                  | 仙台市青葉区                                   | 定禅寺通りケヤキ並木周辺東京エレクトロンホール宮城せんだいメディアテークUP!BAKERカズノリ イケダ アンディヴィデュエル 南町通店アエル (仙台市) | 宮城県             |                              |
| 11                 | ＃11   | 9月12日  | ＃11 いの散歩 秋田大仙市/大曲の花火/秋田県                                                  | 大仙市横手市                                   | 錦秋湖サービスエリアファンタジックギャラリーあつあつ亭大曲の花火大会 | 秋田県             | お料理：横手焼きそば         |
| 12                 | ＃12   | 9月19日  | ＃12 いの散歩 山形名物日本一の芋煮フェス/天童市と将棋の駒/山形県                            | 山形市天童市                                   | 日本一の芋煮会フェスティバル天童公園道の駅 天童温泉 | 山形県             |                              |
| 13                 | ＃13   | 10月10日 | ＃13 いの散歩 しらかわキャラ市2019/全国ご当地キャラ/福島県                                  | 白河市耶麻郡猪苗代町伊達郡国見町須賀川市白河市 | しらかわキャラ市2019道の駅猪苗代道の駅国見 あつかしの郷須賀川駅須賀川市役所白河駅福島空港 | 福島県             |                              |
| 14                 | ＃14   | 10月24日 | ＃14 いの散歩/スプリングバレー泉高原＆物産展巡り                                            | 仙台市東京都中央区千代田港区豊島区             | スプリングバレー仙台泉日本橋ふくしま館あおもり北彩館いわて銀河プラザあきた美彩館おいしい山形プラザ宮城ふるさとプラザ | 山形県/東京都      | 都内で物産展巡り             |
| 15                 | ＃15   | 11月14日 | ＃15 いの散歩 牧場へ行こう/自然を感じる/宮城県                                              | 刈田郡蔵王町白石市                             | ふれあい牧場蔵王ハートランドみやぎ蔵王えぼしリゾートおもしろいし市場 | 宮城県             |                              |
| 16                 | ＃16   | 11月28日 | ＃16 いの散歩/歴史に触れてみよう/山形県                                                     | 米沢市                                         | 米沢城址/松が岬公園道の駅米沢 | 山形県             |                              |
| 17                 | ＃17   | 12月12日 | ＃17 いの散歩/いわき市で海鮮が食べたい/福島県                                               | いわき市                                       | いわき・ら・ら・ミュウアクアマリンふくしま | 福島県             |                              |
| 18                 | ＃18   | 12月26日 | ＃18 いの散歩 /自転車に乗って女子一人旅/岩手県                                              | 西磐井郡平泉町一関市                           | 中尊寺猊鼻渓 | 岩手県             |                              |
| 2020年             |        |          |                                                                                             |                                                | |                    |                              |
| 19                 | ＃19   | 1月16日  | ＃19 いの散歩/日本三景のひとつ、松島/宮城県                                                 | 宮城郡松島町                                   | 松島円通院 (宮城県松島町)松島さかな市場/焼きがきハウス | 宮城県             |                              |
| 20                 | ＃20   | 1月23日  | ＃20 いの散歩/猪苗代のラーメン館で食べ放題/福島県                                           | 耶麻郡猪苗代町                                 | 河京ラーメン館猪苗代店磐梯南ヶ丘牧場アクアマリンいなわしろカワセミ水族館猪苗代湖 | 福島県             |                              |
| 21                 | ＃21   | 2月13日  | ＃21 いの散歩/人口より猫が多い楽園、田代島に行く/宮城県                                     | 石巻市田代島                                   | 綱地島ラインクロネコ堂田代島にゃんこ共和国 | 宮城県             |                              |
| 22                 | ＃22   | 2月27日  | ＃22 いの散歩/レトロな街並みを散策！七日町/福島県                                           | 会津若松市七日町                               | 駅カフェ(JR七日町駅にある会津17市町村のアンテナショップ)白木屋漆器店東山温泉 | 福島県             |                              |
| 23                 | ＃23   | 7月9日   | ＃23 いの散歩/Wake Up, Girls!の聖地巡礼！仙台の街並み/宮城県                                | 仙台市                                         | 餃子の天ぱり喫茶bijou38kitchen味の牛タン喜助(JR仙台駅店) | 宮城県             | WUG聖地巡礼                  |
| 24                 | ＃24   | 7月23日  | ＃24 いの散歩/鶴の恩返し誕生の地南陽市をお散歩！/山形県                                     | 南陽市                                         | 森の湯ゆーなびからころ館(赤湯温泉観光センター)(有)大浦葡萄酒夕鶴の里龍上海 | 山形県             |                              |
| 25                 | ＃25   | 8月13日  | ＃25 いの散歩/美人をつくる湯、磐梯熱海温泉をお散歩！/福島県                                 | 郡山市磐梯熱海温泉                             | うえのichinoichi Coffee紅葉館 きらくや磐梯熱海観光物産館 | 福島県             |                              |
| 26                 | ＃26   | 8月27日  | ＃26 いの散歩/ドライブの人気スポット、宮城。白石蔵王をお散歩！/宮城県                       | 白石市宮城・白石蔵王                           | 宮城蔵王キツネ村白石うーめんやまぶき亭 | 宮城県             |                              |
| 27                 | ＃27   | 9月10日  | ＃27 いの散歩/初の青森県！十和田湖を中心にお散歩！１日目/青森県                             | 十和田市                                       | 金子ファームNAMIKI道の駅奥入瀬(奥入瀬ろまんパーク)ホテル十和田壮 | 青森県             |                              |
| 28                 | ＃28   | 9月24日  | ＃28 いの散歩/青森2日目！十和田湖・八戸をお散歩！/青森県                                    | 十和田市八戸市                                 | 十和田湖～グリランドリブツアー～蕪島神社八食センターいちご煮せんべい汁スタミナ源たれ | 青森県             |                              |
| 29                 | ＃29   | 10月11日 | ＃29 いの散歩/宮城県名取市の閖上をサイクリングでお散歩！/宮城県                             | 名取市閖上                                     | ゆりあげ朝市メイプル館輪りんの宿かわまちてらす閖上 | 宮城県             |                              |
| 30                 | ＃30   | 10月22日 | ＃30 いの散歩/宮城県亘理郡亘理町をサイクリングでお散歩！/宮城県                             | 亘理郡亘理町                                   | 旬魚・鮨の店 あら浜 亘理店鳥の海ふれあい市場輪りんの宿荒浜にぎわい回廊商店街わたり温泉 鳥の海 | 宮城県             |                              |
| 31                 | ＃31   | 11月12日 | ＃31 いの散歩/福島県福島市のスカイライン&阿武急の魅力！/福島県【ネタバレ注意】              | 福島市伊達市                                   | 阿武隈急行×ナゾトキアドベンチャー「阿武Q暗号列車〜暗号がつなぐ希望の線路（レール）〜」保原総合公園まちの駅 やながわ珈琲グルメ磐梯吾妻スカイライン吾妻小富士 | 福島県             |                              |
| 32                 | ＃32   | 11月26日 | ＃32 いの散歩｜JR東日本×桃太郎電鉄 ～昭和 平成 令和も定番！～スタンプラリー in 東北｜福島県 | 福島市郡山市会津若松市喜多方市                 | 飯盛山 (福島県)元祖会津ソース串かつ 串鶴さが餅屋櫻井食堂 蔵ラーメン | 福島県             |                              |
| 33                 | ＃33   | 12月10日 | ＃33 いの散歩｜JR東日本×桃太郎電鉄 ～昭和 平成 令和も定番！～スタンプラリー in 東北｜岩手県 | 一ノ関市北上市釜石市盛岡市                     | サン・フィッシュ釜石 寿し海鮮駅前店愛隣館焼肉 冷麺 盛楼閣福田パン喫茶店「ふかくさ」 | 岩手県             |                              |
| 2021年             |        |          |                                                                                             |                                                | |                    |                              |
| 34                 | ＃34   | 1月14日  | ＃34 いの散歩｜JR東日本×桃太郎電鉄 ～昭和 平成 令和も定番！～スタンプラリー in 東北｜宮城県 | 仙台市白石市古川市石巻市                       | 道の駅おおさき羽黒山鳥屋神社鹿島御子神社サン・ファン館たこ焼・やきそば くるるん | 宮城県             |                              |
| 35                 | ＃35   | 1月21日  | ＃35 いの散歩｜阿武隈急行線【阿武Q謎解き～宮城ステージ～】｜宮城県                          | 柴田郡柴田町角田市伊具郡丸森町                 | 阿武隈急行×ナゾトキアドベンチャー「阿武Q暗号列車〜暗号がつなぐ希望の線路（レール）〜」ibis cafe台山公園角田市スペースタワー・コスモハウス齋理屋敷 | 宮城県             |                              |
| 36                 | ＃36   | 1月28日  | ＃36 いの散歩｜JR東日本×桃太郎電鉄 ～昭和 平成 令和も定番！～スタンプラリー in 東北｜山形県 | 米沢市山形市天童市新庄市                       | 三春屋佐々木商店カネヤマ商店上ノ湯栗の実洋品店nicoドーナツ庄司屋 七日町店 | 山形県             |                              |
| 37                 | ＃37   | 2月11日  | ＃37 いの散歩｜JR東日本×桃太郎電鉄 ～昭和 平成 令和も定番！～スタンプラリー in 東北｜青森県 | 青森市五所川原市七戸十和田市八戸市             | 立佞武多の館マルコーセンターきくや商店一心亭青森県営浅虫水族館鶴亀屋食堂三内丸山遺跡 | 青森県             |                              |
| 38                 | ＃38   | 6月3日   | ＃38 いの散歩｜JR東日本×桃太郎電鉄 ～昭和 平成 令和も定番！～スタンプラリー in 東北｜秋田県 | 秋田市大曲市由利本荘市大舘市                   | 秋田犬ステーション秋田市民俗芸能伝承館【ねぶり流し館】秋田犬サテライトステーション秋田比内地鶏や末廣ラーメン本舗 秋田駅前分店稲庭干饂飩 八代目 佐藤養助大館アメッコ市秋田犬の里 | 秋田県             |                              |
| いの散歩in Cluster |        |          |                                                                                             |                                                | |                    |                              |
| 2021年             |        |          |                                                                                             |                                                | |                    |                              |
| 39                 | ＃0    | 11月22日 | 【＃cluster】 いの散歩 in cluster テスト配信【VR】                                          | 仙台市福島市                                   | 楽天生命パーク宮城東北ろっけんまつり仙台香房 露香Ça va?缶すずや/甘味処福、笑い(福島県観光物産館)仙台ぜいたく丼 閣(期間限定店舗)仙臺菓寮 梵天〇 一番町店 | 宮城県福島県       | いの散歩in Clusterテスト配信 |
| 2022年             |        |          |                                                                                             |                                                | |                    |                              |
| 40                 | ＃1    | 1月27日  | 【＃cluster】 いの散歩 in cluster 鍋に温泉で冬の東北を満喫！【VR】                          | 丸森町飯坂町福島市南相馬市                     | 丸森駅佐々木ストアー (ヤマザキショップ)阿武隈ライン舟下り飯坂温泉飯坂温泉 共同浴場 波来湯西根神社 高畑天満宮 うそかえ祭飯坂温泉 つたや旅館oncaféいいざか 花ももの湯DINERS BIG3かき氷専門店 氷屋パンプス星神社(南相馬市小高区) | 宮城県福島県       |                              |
| 41                 | ＃2    | 4月21日  | 【＃cluster】 いの散歩 in cluster 震災から11年の双葉町・広野町・浪江町の今を巡る【VR】      | 双葉町広野町浪江町                             | 原ノ町駅常磐線双葉駅東日本大震災・原子力災害伝承館せんだん亭なみえ焼そば広野駅福島県立ふたば未来学園中学校・高等学校caféふぅ（福島県立ふたば未来学園中学校・高等学校内）浪江駅震災遺構 浪江町立請戸小学校道の駅なみえSakakuraゆい壽 甘酒プリンソフト甘酒ヨーグルトムースラッキー公園 in なみえまち | 福島県             |                              |
| 42                 | ＃3    | 4月29日  | 【＃cluster】 いの散歩 in cluster 宮城・福島の桜の名所をご紹介【VR】                        | 福島市伊達郡国見町二本松市岳温泉仙台市         | 花見山公園観月台公園道の駅国見 あつかしの郷信夫山御山緑地運動公園岳温泉あだたら温泉ホテル パラダイスヒルズ鏡ヶ池公園空の庭 自然レストラン玉嶋屋西公園(仙台市)明月苑榴岡公園保護猫シェルター おうちにおいで。 | 福島県宮城県       |                              |
| 43                 | ＃4    | 5月26日  | 【＃cluster】 いの散歩 in cluster 福島のキャンプ場と道の駅を紹介！【VR】                    | 二本松市仙台市福島市                           | オートキャンプいわしろ高原広瀬川 (宮城県)牛越橋周辺道の駅ふくしま海鮮丼・寿司 ○麺処 ひろ田製粉所 道の駅ふくしま店大笹生カリィあづまキッチンFRUIT FACTORY yukiusagi大野農園×TEAtriCoフルーツティ(もも)桃と林檎の自家製サングリアの素ふくしまベリーボーイズ-ふくしまいちご | 福島県宮城県       |                              |
| 44                 | ＃5    | 7月29日  | 【＃cluster】 いの散歩 in cluster 宮城の涼しくて楽しい施設紹介！【VR】                      | 仙台市青葉区仙台市若林区                       | 仙台市天文台錦ケ丘ヒルサイドモール山形の肉そば 茶々福アクアテラス錦ヶ丘鐘崎総本店 笹かま館七夕ミュージアム藤城清治 メルヘンサロン | 宮城県             |                              |
| 45                 | ＃6    | 8月25日  | 【＃cluster】 いの散歩 in cluster 南東北三大祭りを紹介！【VR】                              | 福島市仙台市青葉区山形市                       | 福島わらじ祭り山形花笠まつり仙台七夕まつり福島市まちなか広場山形一寸亭庭園喫茶錦国見サービスエリア（上り）あつかしの月 仙台 焼肉のいとうNatu-Lino（仙台本町店） | 福島県宮城県山形県 | 手作りもものコンポート       |
| 46                 | ＃7    | 9月29日  | 【＃cluster】 いの散歩 in cluster 初の山形バスツアー体験を紹介！【VR】                      | 仙台市西村山郡上山市福島市福島県耶麻郡         | 空気神社朝日町ワイン城柳川温泉高橋フルーツランド無濾過秘蔵ワインさくらんぼのお酒銀嶺月山 でん六豆商品に合う日本酒でん六豆（さくらんぼ味）雪若丸 無線米山形 ラフランスきららだだちゃ豆おかき | 宮城県山形県福島県 | ぶどう品種紹介               |
| 47                 | ＃8    | 10月27日 | 【＃cluster】 いの散歩 in cluster 遠刈田温泉のグルメを紹介！【VR】                          | 宮城県刈田郡蔵王町                             | 遠刈田温泉 神の湯 アトリエ蔦風庵(自販機：遠刈田おとぎ小店) 名物とうふ はせがわ屋 蔵王そば新楽食堂 大八精肉店 遠刈田店 遠刈田大橋（こけし橋） みやぎ蔵王こけし館 蔵王町伝統産業会館 みやぎ蔵王こけし館 散策路「いこいの森」 遠刈田温泉 まほろばの湯 808.mini ikoma farm Zao Onsen 湯旅屋 高湯堂 | 宮城県             |                              |
| 2023年             |        |          |                                                                                             |                                                | |                    |                              |
| 48                 | ＃9    | 01月26日 | 【＃cluster】 いの散歩 in cluster 鳴子温泉と仙台の新店舗を紹介！【VR】                      | 宮城県大崎市仙台市                             | あ・ら・伊達な道の駅 鳴子温泉駅 ゑがほ食堂-鳴子温泉/そば 鳴子温泉神社 足湯下地獄源泉 鳴子温泉 ゆめぐり広場 手湯 鳴子温泉 ぽっぽの足湯 旅館 勘七湯 仙台スープカレー ひげぼーや 焼菓子屋 ui. 仙台ガチャタマ ボタニカルアイテムアンドカフェ シアン スタンドオオトモ コーヒーショップどんぐり SENDAI光のページェント | 宮城県             |                              |
| 49                 | ＃10   | 02月23日 | 【＃cluster】 いの散歩 in cluster 仙台駅周辺でハシゴ酒①！【VR】                             | 仙台市                                         | 牡蠣小屋 ろっこ 二丁目酒場ぽんた ニホン酒とブドウ酒 マタタビ 肴町公園 アクアイグニス仙台 Confiture H(コンフィチュールアッシュ) | 宮城県             |                              |
| 50                 | ＃11   | 03月30日 | 【＃cluster】 いの散歩 in cluster ニューヨークタイムズで話題の盛岡に行ってきた！【VR】      | 盛岡市                                         | マリオス展望室 盛岡手づくり村 ぴょんぴょん舎 冷麺工房 南部曲り家 ハンバーグのベル大通店 光原社 盛岡八幡宮 三ツ石神社 盛岡城跡公園 (岩手公園) 櫻山神社 そば処 東家 | 岩手県             |                              |
| 51                 | ＃12   | 05月04日 | 【＃cluster】 いの散歩 in cluster 東北輓馬競技大会とフラワー長井線！【VR】                  | 宮城県涌谷町山形県長井市山形県南陽市           | 東北輓馬競技大会 最上川 道の駅 川のみなと長井 新来軒 葉山神社 フラワー長井線 白兎駅・宮内駅 熊野大社 鶴布山珍蔵寺 | 宮城県山形県       |                              |
| 52                 | ＃13   | 05月25日 | 【＃cluster】 いの散歩 in cluster 未来の杜せんだいと八木山動物公園！【VR】                  | 仙台市                                         | 国際センター駅 未来の杜せんだい2023 アトラクション型演武ショー 伊達ロマネスク 八木山動物公園フジサキの杜 | 宮城県             |                              |
| 53                 | ＃14   | 06月22日 | 【＃cluster】 いの散歩 in cluster 会津の伝統とカフェ巡り！【VR】                            | 福島県会津若松市福島県南会津郡                 | 大内宿 そば処 本家 玉屋 末廣酒造 すえひろ杏 なぬか町茶房「結」 鶴ヶ城 （会津若松城） 太郎焼総本舗 小池菓子舗 道の駅にしあいづ 交流物産館よりっせ | 福島県             |                              |
| 54                 | ＃15   | 07月27日 | 【＃cluster】 いの散歩 in cluster 須賀川で特撮三昧！【VR】                                  | 福島県須賀川市                                 | 須賀川特撮アーカイブセンター ウルトラマンそば（そば処 はなたに） 須賀川駅 大黒亭 松明通り（ウルトラヒーロー&ウルトラ怪獣モニュメントモニュメント探し） 須賀川市民交流センター tette 円谷英二ミュージアム（須賀川市民交流センター tette 館内） すかがわ観光物産館 flatto ウルトラマンショップ SHOT M78 | 福島県             |                              |
| 55                 | ＃16   | 10月26日 | 【＃cluster】 いの散歩 in cluster 金華山とシーパルピア女川！【VR】                          | 宮城県石巻市宮城県牡鹿郡                       | ホエールタウンおしか 金華山 金華山黄金山神社 鹿の角切り行事祭 シーパルピア女川 | 宮城県             |                              |
| 56                 | ＃17   | 10月26日 | 【＃cluster】 いの散歩 in cluster 奥の細道でお馴染み山寺編！【VR】                          | 山形県山形市                                   | 山寺駅(仙山線) おかき処 寺子屋本舗 山寺店 山寺・宝珠山立石寺 えんどう本店 | 山形県             |                              |
| 57                 | ＃18   | 12月21日 | 【＃cluster】 いの散歩 in cluster WUGちゃん10周年記念聖地巡礼リターンズ！【VR】             | 宮城県仙台市宮城県気仙沼市                     | 望洋台公園 未来塾進学会木町通教室 仙台駅 餃子の天ぱり 仙台市木町通市民センター J&Bジェーアンドビー北目町店 タイ料理サバイ・サバイ 日立システムズホール仙台（仙台市青年文化センター） 勾当台公園 野外音楽堂 青葉神社 元祖 仙臺駄菓子本舗 熊谷屋 喫茶ビジュゥ 定禅寺通 榴岡公園 野外音楽堂 ぶらんど～む一番町商店街 味の牛たん喜助 駅前中央本店 阿部蒲鉾店 うす皮たい焼き 鯛きち 38mitsubachi 勾当台公園市民広場 macana 気仙沼市役所前 大鍋屋本館 五十鈴神社 K-port 末廣ラーメン本舗 仙台城跡 クロスビー Jazz Bar & Restaurant 仙台空港 国際センター駅 中山モダンハウス 八木山動物公園 フジサキの杜 | 宮城県             |                              |
| 2024年             |        |          |                                                                                             |                                                | |                    |                              |
| 58                 | ＃18   | 01月25日 | 【＃cluster】 いの散歩 in cluster昇り龍とブルーインパルスで開運！【VR】                     | 宮城県東松島市                                 | 東矢本駅 航空自衛隊 松島基地 ちゃんこ萩乃井 須賀神社（ 宮城県東松島市） Runway15end みかさや食堂 Pensee（パンセ）松島店 M Pantry 松島日帰り天然温泉・お食事処 芭蕉の湯 | 宮城県             |                              |

### 特別編
|        | 配信日  | タイトル                                                 | 紹介内容 | 県名          | 備考                                                 |        |
| 2020年 | 2020年  | 2020年                                                   | 2020年 | 2020年        | 2020年                                               | 2020年 |
| ------ | ------- | -------------------------------------------------------- | --- | ------------- | ---------------------------------------------------- | ------ |
| #1     | 3月12日 | 特別編＃01 いの散歩/ご飯のお供/福島県                    | うまくて生姜ねぇ/吾妻食品ねぎみそ/会津天宝贅沢うにみそ/いわき名物/西野屋福島円盤餃子いかにんじん/ふくしまりょうぜん漬け                                                                                               | 福島県        | ご飯のお供(おかず)紹介                               |        |
| #2     | 3月26日 | 特別編 ＃02 いの散歩/ご飯のお供/宮城県                   | かきの旨味だし塩釜おでん/阿部善商店はらこ飯の具/株式会社ヤマウチのりつくだ煮/横田屋本店牛タン仙台ラー油/陣中牛たんカレー/たんや善治郎だて正夢ずんだ餅ぷち中ノ沢温泉「出前カツ丼専門店取り調べ室」中ノ沢温泉磐梯西村屋 | 宮城県/福島県 | ご飯のお供（おかず）紹介コロナ禍で大変な東北企業をPR |        |
| #3     | 5月14日 | 特別編 ＃03 いの散歩/芋煮と肉そばをお取り寄せ/山形県     | あけがらし/山一醤油店しょうゆの実/ハナブサ醤油株式会社玉こんにゃく/ヤマコン食品山形名物芋煮のたれ/まるごと山形冷たい肉そば/かほく冷たい肉そば研究会山形のだしつや姫                                                   | 山形県        | ご飯のお供(おかず)紹介                               |        |
| #4     | 6月18日 | 特別編 ＃04 いの散歩/冷麺とご飯のお供をお取り寄せ/岩手県 | 弁慶のほろほろ漬/有限会社只勝市兵衛本店三陸海宝漬(M)/中村家元祖盛岡じゃじゃ麺4人前/白龍盛岡冷麺スペシャル2食ギフトセット/ぴょんぴょん舎北国のいちご大福＋いちごオムレットのいちごセット/有限会社田代製菓銀河のしずく  | 岩手県        | ご飯のお供(おかず)紹介                               |        |

## ディスコグラフィ

### シングル
|     | 発売日         | タイトル     | Youtube MV | 備考                               |
| --- | -------------- | ------------ | ---------- | ---------------------------------- |
|     | 2019年4月23日  | SHINYDAYS    | MV         | 販売予定なし。YouTubeのみ配信。    |
| 1st | 2020年6月29日  | マイペース   | MV         | ダウンロード配信なし。CD販売のみ。 |
| 2nd | 2020年11月29日 | やっぱり好き | MV         | ダウンロード配信なし。CD販売のみ。 |
| 3rd | 2021年11月29日 | へそまがり   | MV         | ダウンロード配信なし。CD販売のみ。 |

### 参加楽曲
日本烈島
| 発売日         | タイトル         | Youtube MV | 作詞        | 作曲    | 編曲    | 備考                     |
| -------------- | ---------------- | ---------- | ----------- | ------- | ------- | ------------------------ |
| 2019年12月16日 | We're The Lights | MV         | FUNK UCHINO | TAKAROT | TAKAROT | 音楽配信サービス限定発売 |

## せんのいのりプロジェクト
せんのいのりプロジェクト (Sennno Inori Project)はせんのいのりが運営する東北のポップアイコンを目指す再始動プロジェクト。ネコのカイリが東北の地方創生VTuber「せんのいのり」のプロデューサーとして活動支援を行っている。
2022年（令和4年）2月28日の配信にてクリエイティブパートナーを下記の二人と締結することを報告。(デザイン・サウンド・アニメーションを協働設計)
- Keita Takagi[43]

- Ryuta Ura[44]

### 関連CREATOR
| 名前            | Twitter                                          | 備考                 |
| --------------- | ------------------------------------------------ | -------------------- |
| またたびーと    | またたびーと (@matatabeat) - X（旧Twitter）      | 作画監督             |
| MK              | MK (@MarsKind2079) - X（旧Twitter）              | 美術監督             |
| アニカラくん    | ハイカラちゃん (@highkarasound) - X（旧Twitter） | サウンドクリエイター |
| えがきぐりこ    | えがきぐりこ (@GurikoEgaki) - X（旧Twitter）     | Vtuber               |
| ひよりみ工房    | ひよりみ工房 (@hiyorimikobo) - X（旧Twitter）    | イラストレーター     |
| 囮とん/0tri-ton | 囮とん/0tri-ton (@nasunoSN) - X（旧Twitter）     | サウンドクリエイター |
| ぶきみちゃん    | ぶきみちゃん (@bukimi_ch6) - X（旧Twitter）      | 映像制作             |
| 翠みや子        | 翠みや子 (@midor1_385) - X（旧Twitter）          | イラストレーター     |